# 胡炳衡宅
胡炳衡宅，座落于中国安徽省宣城市绩溪县瀛洲镇龙川村（坑口村）龙川溪南岸中段，建于清道光年间，占地面积251平方米。主人胡炳衡、胡增钰父子常年在江苏泰州经商，即胡锦涛的祖父和父亲。1950年左右土改时产权仍登记在胡增钰名下。

## 建筑
胡炳衡宅是一座典型的徽州传统民居，包括前后两进，前厅后室，四周封砌高高的马头墙。前厅在1950年代因火灾焚毁，为近年复建，后室小楼为清代原物，雀替等木构件雕饰精美。
2013年3月5日，奕世尚书坊和胡炳衡宅被列入第七批全国重点文物保护单位。
- 胡海峰, 中华人民共和国民政部副部长，系最年轻地级市委书记和最年轻部委副部级官员。在甘肃和北京市宣武区长大, 10岁移居东城区, 初中就读于北京景山学校, 高中就读于北京市第二中学, 持北方交通大学BASc学位和清华大学工程物理系MS学位, 2002年至2008年胡锦涛任最高领导人期间从清华大学取得LLM-EMBA, 以及管理学博士学位, 2009年10月出任清华大学副秘书长。
- 胡海青, 胡锦涛長女，出生于水电部宁夏青铜峡，由姥姥常惠兰和在北京社科院任职的大姨刘永平抚养长大，高中就读于北京景山学校, 本科毕业于清华大学，比利时工科硕士, CEIBS就读期间与华登国际副总裁Daniel Daolin Mao相识，2003年在美国结婚，女兒持美國护照。2006年胡锦涛访美後回国，曾在清华校企任职，辞职後随丈夫迁居上海过半隐居生活。